# Distrito Municipal de Motheo
Motheo es uno de los cinco distritos de la provincia del Estado Libre en Sudáfrica. La capital de Motheo es Bloemfontein. La mayor pasrte de sus 728 228 habitantes habla Sesotho (censo 2001). El código del distrito es DC17. 

## Geografía

### Límites
Motheo limita con:
- El Distrito Municipal de Lejweleputswa al norte (DC18).
- El Distrito Municipal de Thabo Mofutsanyane al noreste (DC19).
- El Reino de Lesoto al este.
- El Distrito Municipal de Xhariep al sudoeste (DC16).

### Municipios locales
El distrito contiene los siguientes municipios locales:
| Municipio local | Población | %      |
| --------------- | --------- | ------ |
| Mangaung        | 645 437   | 88.63% |
| Mantsopa        | 55 339    | 7.60%  |
| Naledi          | 27 481    | 3.77%  |

## Demografía
Las siguientes estadísticas son del censo de 2001. 
| Idioma    | Población | %      |
| --------- | --------- | ------ |
| Sesoto    | 389 936   | 53.55% |
| Setsuana  | 120 671   | 16.57% |
| Afrikáans | 111 589   | 15.32% |
| Xhosa     | 80 142    | 11.01% |
| Inglés    | 12 852    | 1.76%  |
| Zulú      | 4 878     | 0.67%  |
| Ndebele   | 2 851     | 0.39%  |
| SiSwati   | 1 473     | 0.20%  |
| Sepedi    | 1 458     | 0.20%  |
| Otros     | 1 350     | 0.19%  |
| Xitsonga  | 837       | 0.11%  |
| Tshivenda | 220       | 0.03%  |

### Sexo
| Sexo    | Población | %      |
| ------- | --------- | ------ |
| Mujeres | 381 899   | 52.44% |
| Hombres | 346 329   | 47.56% |

### Grupo étnico
| Grupo étnico     | Población | %      |
| ---------------- | --------- | ------ |
| Negros Africanos | 608 111   | 83.51% |
| Blancos          | 83 473    | 11.46% |
| Mestizos         | 35 319    | 4.85%  |
| Indios/Asiáticos | 1 325     | 0.18%  |

### Edad
| Edad      | Población | %      |
| --------- | --------- | ------ |
| 000 - 004 | 64 276    | 8.83%  |
| 005 - 009 | 71 128    | 9.77%  |
| 010 - 014 | 75 182    | 10.32% |
| 015 - 019 | 78 605    | 10.79% |
| 020 - 024 | 72 208    | 9.92%  |
| 025 - 029 | 66 105    | 9.08%  |
| 030 - 034 | 60 181    | 8.26%  |
| 035 - 039 | 53 367    | 7.33%  |
| 040 - 044 | 44 774    | 6.15%  |
| 045 - 049 | 36 930    | 5.07%  |
| 050 - 054 | 28 848    | 3.96%  |
| 055 - 059 | 21 613    | 2.97%  |
| 060 - 064 | 17 515    | 2.41%  |
| 065 - 069 | 14 102    | 1.94%  |
| 070 - 074 | 9 521     | 1.31%  |
| 075 - 079 | 6 276     | 0.86%  |
| 080 - 084 | 4 804     | 0.66%  |
| 085 - 089 | 1 796     | 0.25%  |
| 090 - 094 | 672       | 0.09%  |
| 095 - 099 | 224       | 0.03%  |
| 100 plus  | 101       | 0.01%  |

## Política

### Resultados electorales
Los resultados de las elecciones de 2004 en Motheo fueron: 
- Población mayor de 18 años: 471.960 (64.81% de la población total)
- Votos Totales: 301.273 [41.37% de la población total]
- Porcentaje de votantes: 63.83%